# Pikunči
Pikunči so ena od treh glavnih vej Araukancev živečih v Čilu severno od reke Bío-Bío. Njihovo ime označuje 'ljudi s severa' in predstavljajo najsevernejšo vejo Araukanacev, katerih ozemlje se je raztezalo nekoliko južneje od 30º na jug do Santiaga. Do prihoda Špancev so bili Pikunči pod vplivom severnih sosedov Inkov. Na njihovem območju je španski konkvistador Pedro de Valdivia leta 1541 ustanovil mesto Santiago del Nuevo Extremo. Pod špansko oblastjo so bili asimilirani v podeželsko populacijo do konca 17. stoletja. Pikunči so bili kmetijski narod, ki je sadil kulture tipične za te kraje in vzgajal gvanake od katerih so pridobivali volno in meso. Hiše so bile zgrajene iz blata in trstike, vasi pa so imele do 300 prebivalcev.